# Сандія Нагарадж
Сандія Нагарадж (нар. 30 серпня 1988) — колишня індійська тенісистка.
Найвищу одиночну позицію світового рейтингу — 511 місце досягла 17 липня 2006, парну — 581 місце — 14 травня 2007 року.
Здобула 1 одиночний та 2 парні титули туру ITF.
Завершила кар'єру 2009 року.

## Фінали ITF
| турніри $10,000 |

### Одиночний розряд (1–1)
| Результат | W–L | Дата         | Турнір              | Рівень | Покриття | Суперниця   | Рахунок       |
| --------- | --- | ------------ | ------------------- | ------ | -------- | ----------- | ------------- |
| Поразка   | 0–1 | Тра 2006     | ITF Нью-Делі, Індія | 10,000 | Тверде   | Чжао Їцзін  | 4–6, 6–4, 5–7 |
| Перемога  | 1–1 | червень 2006 | ITF Lleida, Іспанія | 10,000 | Тверде   | Іпек Шенолу | 6–4, 6–2      |

### Парний розряд (2–3)
| Результат | W–L | Дата     | Турнір                                 | Рівень | Покриття | Партнерка                | Суперниці                                | Рахунок     |
| --------- | --- | -------- | -------------------------------------- | ------ | -------- | ------------------------ | ---------------------------------------- | ----------- |
| Поразка   | 0–1 | Чер 2005 | ITF Les Franqueses del Vallès, Іспанія | 10,000 | Тверде   | Свеня Вайдеманн          | Ганна Куерверс Юстіна Озга               | 2–6, 2–6    |
| Поразка   | 0–2 | Чер 2005 | ITF Pune, Індія                        | 10,000 | Ґрунт    | Парул Госвамі            | Гіта Маногар Арчана Венкатараман         | 2–6, 6–7(5) |
| Перемога  | 1–2 | Чер 2006 | ITF Les Franqueses del Vallès, Іспанія | 10,000 | Тверде   | Шейла Сольсона Коркасона | Нурія Санчес Гарсія Астрід Вернес Ґарсія | 6–2, 6–3    |
| Поразка   | 1–3 | Кві 2007 | ITF Неаполь, Італія                    | 10,000 | Ґрунт    | Шейла Сольсона Коркасона | Бенедетта Давато Ліза Сабіно             | 1–6, 3–6    |
| Перемога  | 2–3 | Лис 2007 | ITF Аурангабад, Індія                  | 10,000 | Ґрунт    | Варатчая Вонгтінчай      | Анкіта Бгамбрі Санаа Бгамбрі             | 7–6(4), 7–5 |